# Heini Vatnsdal
Heini Vatnsdal (ur. 18 października 1991 roku w Vágur na Wyspach Owczych) – farerski piłkarz, występujący na pozycji pomocnika w duńskim klubie Fremad Amager oraz w reprezentacji Wysp Owczych.

## Kariera klubowa
Zwą karierę Vatnsdal rozpoczynał w roku 2008, występując wówczas dla drugoligowego VB/Sumba ze swoich rodzinnych okolic. Zadebiutował 15 października w meczu przeciwko 07 Vestur, przegranym przez jego drużynę 0:2. Do końca sezonu wystąpił w dwóch meczach, a klub zajął trzecie miejsce w tabeli. Podczas kolejnego sezonu został jednym z podstawowych graczy swojej drużyny, występując w osiemnastu meczach i zdobywając dwie bramki, pierwszą 13 czerwca 2009 roku w meczu ze Skála ÍF (2:1). VB/Sumba zajęła pierwsze miejsce w tabeli 1. deild 2009 i awansowała do wyższego poziomu rozgrywek. 1 stycznia 2010 roku ogłoszono zmianę nazwy klubu z VB/Sumba na FC Suðuroy.
Swój pierwszy mecz dla drużyny pod zmienioną nazwą Heini zagrał 1 kwietnia 2010 roku z HB Tórshavn (4:4). Podczas całego sezonu wystąpił dwadzieścia osiem razi i strzelił jedną bramkę w meczu przeciwko Víkingur Gøta (1:3). Jego klub ponownie spadł do niższego poziomu rozgrywek, zajmując dziewiątą pozycję w tabeli Vodafonedeildin 2010. Podczas kolejnego sezonu Vatnsdal wystąpił w dwudziestu czterech meczach pierwszego składu, zdobywając dwie bramki. Jego klub ponownie znalazł się na szczycie tabeli 1. deild, co umożliwiło mu grę w najwyższej podczas kolejnego sezonu. Podczas Effodeildin 2012 Heini występował dwadzieścia cztery razy i zdobył dwie bramki. Jego klub ponownie nie uniknął spadku do 1. deild, zajmując dziesiąte miejsce w tabeli.
W październiku 2012 roku Vatnsdal podpisał umowę z pierwszoligowym klubem HB Tórshavn. W jego barwach wystąpił po raz pierwszy 1 kwietnia w meczu czwartej kolejki Effodeildin 2013 przeciwko ÍF Fuglafjørður, który jego klub wygrał 2:0. Pierwszą bramkę zdobył trzy tygodnie później, 21 kwietnia w wygranym 3:0 meczu przeciwko Víkingur Gøta. Łącznie rozegrał sześćdziesiąt osiem spotkań dla HB i strzelił dwanaście bramek. W 2013 roku zdobył z klubem mistrzostwo Wysp Owczych.
We wrześniu 2015 roku Heini Vatnsdal podpisał kontrakt z duńskim trzecioligowym klubem Fremad Amager. Wraz z klubem wywalczył awans do wyższego poziomu rozgrywek, zajmując drugie miejsce w zwycięskiej grupie z dorobkiem czterdziestu punktów. W kolejnym sezonie Vatnsdal zagrał do tej pory w siedemnastu meczach ligowych, nie zdobywając jednak żadnej bramki.

## Kariera reprezentacyjna
Rozpoczynał swe reprezentacyjne występy od kadry U-15, z którą wygrał Aberdeen International Football Festival 2006. W reprezentacji U-17 zadebiutował 31 lipca 2006 roku w przegranym 0:1 spotkaniu z Danią. Później zagrał jeszcze w ośmiu spotkaniach, nie zdobywając żadnej bramki. Do kadry U-21 powołany został po raz pierwszy w roku 2010, jednak wystąpił po raz pierwszy dopiero 31 maja 2011 w zremisowanym 0:0 meczu przeciwko Irlandii Północnej. Wystąpił łącznie w sześciu meczach, w których nie strzelił żadnej bramki.
7 czerwca 2013 roku zadebiutował w reprezentacji Wysp Owczych w przegranym 0:3 spotkaniu przeciwko Irlandii. Dotychczas wystąpił w siedmiu meczach.

## Sukcesy

### Klubowe
VB/Sumba
- Pierwsze miejsce w 1. deild (1x): 2009

FC Suðuroy
- Pierwsze miejsce w 1. deild (1x): 2011

HB Tórshavn
- Mistrzostwo Wysp Owczych (1x): 2013